# 自主神经紊乱
自主神经紊乱（英語：Dysautonomia），並非中文坊間所謂的自律神經失調，而是指自主神经系统的功能异常或者障碍。會影響心臟、膀胱、消化道、汗腺、瞳孔及血壓調節的機能。自主神经紊乱的可能病因很多，有些屬於周邊神經病變，也有些不是。會引起自主神经紊乱的疾病有帕金森氏症、艾滋病、多重系統萎縮、自主神經衰竭、姿勢性體位性心動過速綜合症、埃勒斯-當洛二氏症候群，自身免疫性自主神經節疾病及自主神經疾病。
自主神经系统的障碍可引发从轻微到严重以致危及生命的病情。有时仅仅是某部分神经系统受影响，其他情况下则是整个自主神经系统都受到影响。有些病情是暂时的且可以逆转的；其他的则是慢性的并随着时间的推移而恶化。糖尿病或者帕金森症可以造成自主神经系统的紊乱。自主神经系统的调节障碍往往涉及器官衰竭，或者使神经不能传递必要的信号。

## 症状
自主神经紊乱可能只影响自主神经系统的一小部分，也可能影响整个的自主神经系统。可能表明自主神经存在障碍的一些症状包括：
- 站立时的头晕和昏厥（直立性低血压）；
- 运动时不能调整心率（运动不耐受（英语：Exercise intolerance））；
- 排汗异常，即出汗过多或者出汗不足交替出现；
- 由于消化缓慢造成的消化困难，产生的症状包括食欲不振、腹胀、腹泻或便秘，以及吞咽困难；
- 泌尿障碍，包括排尿困难、尿失禁和尿不尽；
- 性交障碍，男性表现射精困难或者难以维持勃起，女性则表现为阴道干涩或者高潮困难；
- 视力障碍，表现为视力模糊，或者在光线变化时瞳孔不能快速反应。

上述任何或者全部症状都有可能出现，病情则可能是轻微的到严重的。
直立性低血压或者直立不耐受（直立性低血压的一种轻微形式）是自主神经系统障碍引起的两种最常见的病情，站立时的低血压引发的直立不耐受，症状包括头晕、昏厥和心悸。
与帕金森症相似的一些症状，比如震颤和肌肉无力，也有可能是自主神经紊乱的某种形式引起的。

## 病情
自主神经紊乱的某些类型可以非常突然且严重，但也是可以康复的。吉兰-巴雷综合症是一种能够侵袭自主神经的自體免疫性疾病，该疾病具有发病快速的症状，包括肌肉无力、刺痛和麻痹。然而，受该病情影响的大部分身体机随着时间可以恢复。
自主神经紊乱的主要形式是由于普遍自主不能造成的病情。当普遍自主不能发生时，与自主神经相关联的身体系统就不再能有效的工作。多系统萎缩症就是自主神经系统的渐进恶化。多系统萎缩症影响所有与自主神经系统相关联的机能，并造成直立性低血压和帕金森症类似的症状。发病通常是50岁以上的成年人。
自主神经紊乱的其他主要形式包括：
- 遗传性感觉和自主神经病变，这是一类相关联的遗传性疾病，造成广泛分布的儿童和青年人神经功能障碍，家族性神经功能异常就属于本类疾病。
- 自體免疫性自主神经节病，这是一种自體免疫性疾病，身体攻击一组特定自主神经系统的神经细胞。
- 福尔摩斯-艾迪综合症，该病情主要影响控制眼部肌肉的神经并引发视力问题。
- 神经介导性昏厥，该病影响心率和血压的调节并造成昏厥发作。

其他的家族性神经功能异常可能由于疾病或者身体损伤造成。自主神经病变是指某些药物、身体损伤或者疾病造成的神经损害。造成这种神经病变的疾病包括细菌感染、酗酒、糖尿病和自體免疫失调。帕金森症引起直立性低血压和其他自主神经系统功能紊乱的症状。

## 治疗
无论患者经历的是什么形式的功能紊乱，都应针对症状对症治疗自主神经紊乱。例如，直立性低血压可以通过改变生活方式和药物治疗。通过提高睡床床头的高度，饮用足够的液体，以及穿用压力袜以防止血液在腿部的汇集，这样患者的症状就有可能减轻。药物如米多君也用于治疗自主神经紊乱。
对症治疗像酗酒、糖尿病或者帕金森症这样的基础病情，可以有助于缓解自主神经系统功能紊乱的发展。损害是难以治愈的。更严重的症状可以借助物理治疗法进行，使用辅助行走器、喂食管以及其他方法可以绕过损害的内部系统。

## 预后
自主神经系统的神经损害通常是不可逆的。一些疾病比如吉兰-巴雷综合症也许可以看到明显的疗效。直立性低血压的治疗可能有疗效，但是由于突然的血压变化又增加了中风的风险。更普遍和严重的病情，例如多重系統萎縮，可能有六到十年的预期寿命。